# Erich Bauer
Erich Hermann Bauer (Berlín, 26 de marzo de 1900-4 de febrero de 1980), algunas veces llamado "Gasmeister" o "Badmeister", fue un SS-Oberscharführer. Participó en el programa Aktion T4 en Alemania nazi y, posteriormente en la Operación Reinhard. Erich Bauer fue una de las personas que perpetró directamente el Holocausto, puesto que era operador de la cámara de gas en el campo de exterminio de Sobibor. 

## Primeros años
En 1933, Erich Bauer se unió al Partido nazi y a la Sturmabteilung (SA), mientras trabajaba como conductor de un tranvía.

## Segunda Guerra Mundial

### Aktion T4
En 1940, se unió al programa de eutanasia Aktion T4, donde los discapacitados físicos y mentales fueron exterminado por medio de gaseo o inyección letal. En un inicio, trabajó como conductor, pero fue rápidamente ascendido. Erich Bauer declaró como fue uno de sus primeros asesinatos en masa:

Una tubería conectaba el tubo de escape de un coche a un laboratorio en el asilo. Algunos pacientes fueron encerrados en la habitación y encendí el motor del coche. Esto mató a los pacientes en ocho minutos.

### Sobibor
A inicios de 1942, Bauer fue transferido por Odilo Globocnik, el SS- und Polizeiführer de Lublin en Polonia. Le dieron a Bauer un uniforme de las SS y el rango de Oberscharfuhrer. En abril de ese año, fue despachado al campo de exterminio de Sobibor, donde permaneció hasta la liquidación del campo en diciembre de 1943.
En Sobibor, Erich Bauer estuvo a cargo de las cámaras de gas del campo. En esa época, los judíos lo llamaban Badmeister «Maestro del baño», mientras que después de la guerra se hizo conocido como el Gasmeister ("Maestro del gas").  Fue descrito como un hombre bajo, rechoncho y conocido bebedor que se excedía regularmente. Mantenía un bar privado en su habitación. Mientras otros guardias de las SS estaban bien vestidos, Bauer era diferente: siempre estaba sucio y descuidado, con un olor a alcohol y cloro que emanaba de él. En su habitación, tenía una imagen suya en la pared y una imagen de toda su familia con el Führer.
Además de palizas, azotes y disparos al azar a los prisioneros, Bauer disfrutaba lanzar perros de ataque a los prisioneros judíos de Sobibor. Entre estos perros había uno inmenso parecido a un San bernardo, con el nombre de Barry. Barry estaba entrenado para atacar prisioneros a partir de una variedad de órdenes. La orden favorita de Bauer era «Mensch, fass den Hund» (traducida como «Hombre, atrapa al perro». El juego de palabras aquí era el intercambio de las palabras 'hombre' y 'perro': la primera se refería a Barry y la segunda a la víctima. Tras la orden, Barry atacaba al prisionero judío elegido.
El 14 de octubre de 1943, el día del levantamiento de Sobibor, Bauer se había dirigido a Chełm para buscar provisiones. El levantamiento fue casi pospuesto, dado que Bauer se encontraba en primer lugar de la lista de los guardias de las SS por ser asesinados antes del escape, que fue creada por el líder de la revuelta, Aleksandr Pecherski. la revuelta debió empezar antes porque Bauer había regresado antes que lo esperado. Allí, descubrió que SS-Oberscharführer Rudolf Beckmann estaba muerto y comenzó a disparar a los dos prisiones judíos que descargaban su camioneta. El sonido del disparo llevó a Pecherski a comenzar la revuelta más temprano.

### Después de la guerra
Al final de la guerra, Bauer fue arrestado en Austria por los estadounidenses y fue confinado a un campo de prisioneros de guerra hasta 1946. Poco después, regresó a Berlín donde encontró empleo como peón limpiando los escombros de la guerra.
Erich Bauer fue arrestado en 1949, cuando dos exprisioneros judíos de Sobibor, Samuel Lerer y Esther Raab, lo reconocieron durante un encuentro casual en Kreuzberg. Cuando Ester Raab confrontó a Erich Bauer, este habría respondido: «¿cómo es que siguen vivos?» Poco después, fue arrestado y su juicio inició el año siguiente.
Durante su juicio, Bauer declaró que en Sobibor solo trabajó como conductor de caminos, recogiendo los suministros necesarios para los internos del campo y los guardias alemanes y ucranianos. Admitió estar al tanto de los asesinatos masivos en Sobibor, pero sostuvo que nunca participó en ellos o emprendió actos de crueldad. Los exguardias de Sobibor SS-Oberscharführer Hubert Gomerski y Untersturmführer Johann Klier testificaron a su favor; sin embargo, la corte condenó a Erich Bauer sobre la base del testimonio de cuatro testigos judíos que lograron escapar de Sobibor. Ellos identificaron a Bauer como el ex Gasmeister de Sobibor, que no solo operó las cámaras de gas en el campo, sino que también ejecutó asesinatos en masa disparando o en una variedad de actos especialmente crueles y al azar contra los prisiones de los campos y víctimas de camino a las cámaras de gas.
El 8 de mayo de 1950, la corte Schwurgericht Berlin-Moabit sentenció a Erich Bauer  a la pena capital por crímenes contra la humanidad. Dado que la pena capital fue abolida en Alemania Occidental, la sentencia de Bauer fue automáticamente conmutada por cadena perpetua. Sirvió 21 años  en la prisión de Alt-Moabit en Berlín. Durante su encarcelamiento, admitió su participación en asesinato masivo en Sobibor e incluso testificó ocasionalmente contra sus antiguos colegas de las SS.
Bauer murió en prisión el 4 de febrero de 1980.